# Simmozheimer Wald
Simmozheimer Wald ist ein mit Verordnung des Regierungspräsidiums Karlsruhe vom 21. Dezember 1979 ausgewiesenes Naturschutzgebiet mit der Nummer 2.041. Es ist eine mit Waldkiefern (Pinus sylvestris) locker bestandene Kalk-Magerweide.

## Lage
Das Naturschutzgebiet befindet sich im Naturraum Obere Gäue. Es liegt etwa 500 Meter südwestlich von Simmozheim und ist nahezu vollständig umgeben vom Landschaftsschutzgebiet Nr. 2.35.051 Hörnle und Geißberg. Der Untergrund sind die mittleren Schichten des Unteren Muschelkalks. Das Gebiet ist Teil des FFH-Gebiets Nr. 7218-341 Calwer Heckengäu.

## Schutzzweck
Laut Verordnung ist der wesentliche Schutzzweck die Erhaltung der Kalkmagerweide (Gentiano-Koelerietum) mit ihrer lockeren Kiefern-Bewaldung in ihrer Eigenart, Vielfalt und Schönheit.

## Flora und Fauna
Das Gebiet ist Standort seltener und gefährdeter Pflanzenarten wie Fransenenzian, Gold- und Silberdistel, Herzblatt (Parnassia palustris) und Gewöhnliche Simsenlilie (Tofieldia calyculata)  sowie zahlreicher Orchideenarten wie Weißes Waldvöglein, Geflecktes Knabenkraut, Braunrote Stendelwurz, Müllers Stendelwurz und Sumpf-Stendelwurz. Im Gebiet kommen über 10 Heuschreckenarten vor, darunter die Laubholz-Säbelschrecke und die Rote Keulenschrecke.